# Inamorata (marchio)
Inamorata (formalmente Inamorata Swim) è un marchio di costumi da bagno disegnato dalla supermodella statunitense Emily Ratajkowski.

## Etimologia
La parola Inamorata deriva dall'italiano innamorata, che significa "nutrire sentimenti di amore per qualcuno".

## Storia
Il 9 novembre, Harper's Bazaar UK ha pubblicato un articolo sull'imminente rilascio di Ratajkowski del proprio brand di costumi da bagno dopo l'acquisto da parte dell'Emrata Holdings LLC del marchio Inamorata. Il sito è stato aperto il 16 novembre 2017, con tre bikini e tre costumi interi disponibili. La linea iniziale di costumi da bagno aveva dei prezzi intorno ai $75 e $160.

## Controversie
Il 17 novembre 2017, la designer Lisa Marie Fernandez ha mandato a Ratajkowski una lettera di cease and desist, dichiarando alcune somiglianze tra i design della supermodella e i suoi. Sebbene la legge non faciliti la protezione del copyright per articoli fisicamente funzionali negli Stati Uniti, Fernandez ha basato la sua pretesa legale su dei certificati di registrazione dei suoi modelli e design dell'Unione Europea del 2015. Fernandez ha dato a Ratajkowski un ultimatum di 5 giorni per rispondere alla lettera, prima di iniziare la sua causa legale.